# Żurbinowie
Żurbinowie lub Wielka rodzina (ros. Большая семья, Bolszaja siemja) – radziecki film dramatyczny z 1954 roku w reżyserii Iosifa Chejfica.

## Obsada
- Aleksiej Batałow jako Aleksiej Żurbin
- Ija Ariepina jako Tonia Żurbina
- Boris Andriejew jako Ilja Matwiejewicz Żurbin
- Wadim Miedwiediew jako Anton Żurbin
- Wiera Kuzniecowa jako Agafja Karpowna Żurbina
- Kłara Łuczko jako Lida Żurbina, żona Wiktora
- Jekatierina Sawinowa jako Duniasza Żurbina, żona Kostii
- Siergiej Łukjanow jako Matwiej Dorofiejewicz Żurbin
- Siergiej Kuriłow jako Wiktor Żurbin
- Boris Bitiukow jako Kostia Żurbin
- Nikołaj Siergiejew jako Aleksandr Basmanow
- Pawieł Kadocznikow jako Inżynier Skobielew
- Nikołaj Gricenko jako Beniamin Siemionowicz, dyrektor klubu
- Jelena Dobronrawowa jako Katia Trawnikowa
- Władimir Tatosow jako fotoreporter
- Tatjana Peltcer jako ciotka Liza
- Łarisa Kronberg jako Zina Iwanowa
- Boris Kokowkin jako dyrektor stoczni